# Correttore

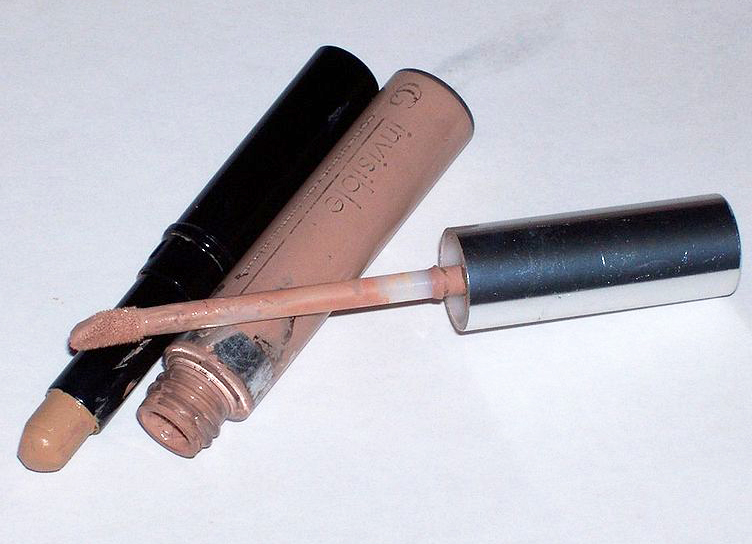
Vari tipi di correttori cosmetici

Il correttore è un cosmetico utilizzato per coprire brufoli, occhiaie e altre piccole macchie o inestetismi della pelle.
Sia il fondotinta che il correttore hanno lo scopo di far apparire il colore dell'incarnato quanto più uniforme possibile. Questi due tipi di cosmetici differiscono fra loro, nel fatto che il correttore tende ad essere più pigmentato. Inoltre, il fondotinta viene utilizzato su aree più ampie del viso, a differenza del correttore, che invece copre sezioni notevolmente più piccole. Il primo correttore messo in commercio risale al 1938, e fu creato dalla Max Factor.
I correttori in commercio coprono una larga fascia di colorazioni, affinché l'utilizzatore possa scegliere quello che maggiormente si avvicina al colore della propria pelle. Alcuni colori invece hanno il preciso scopo di contrastare determinati tipi di macchie. Il correttore normalmente va usato in combinazione all'applicazione del fondotinta. Inoltre alcuni tipi di correttori fungono anche da idratanti o da anti-brufoli. Sul mercato esistono correttori in forma liquida, in polvere o in forma di matita.
come scegliere il colore giusto per l'imperfezione
in base al colore i correttori si classificano in: neutri che vengono utilizzati erroneamente al posto degli altri ma l'unico scopo per il quale sono realmente utili è coprire gli altri correttori, verdi per coprire le imperfezioni rosse (brufoli, capillari scoppiati ecc.), aranciati per coprire le occhiaie, viola per il colorito spento. poi esistono fondotinta illuminanti che servono a illuminare gli zigomi, la palpebra, il mento, il naso e la fronte.